# Distrito de Beylikdüzü

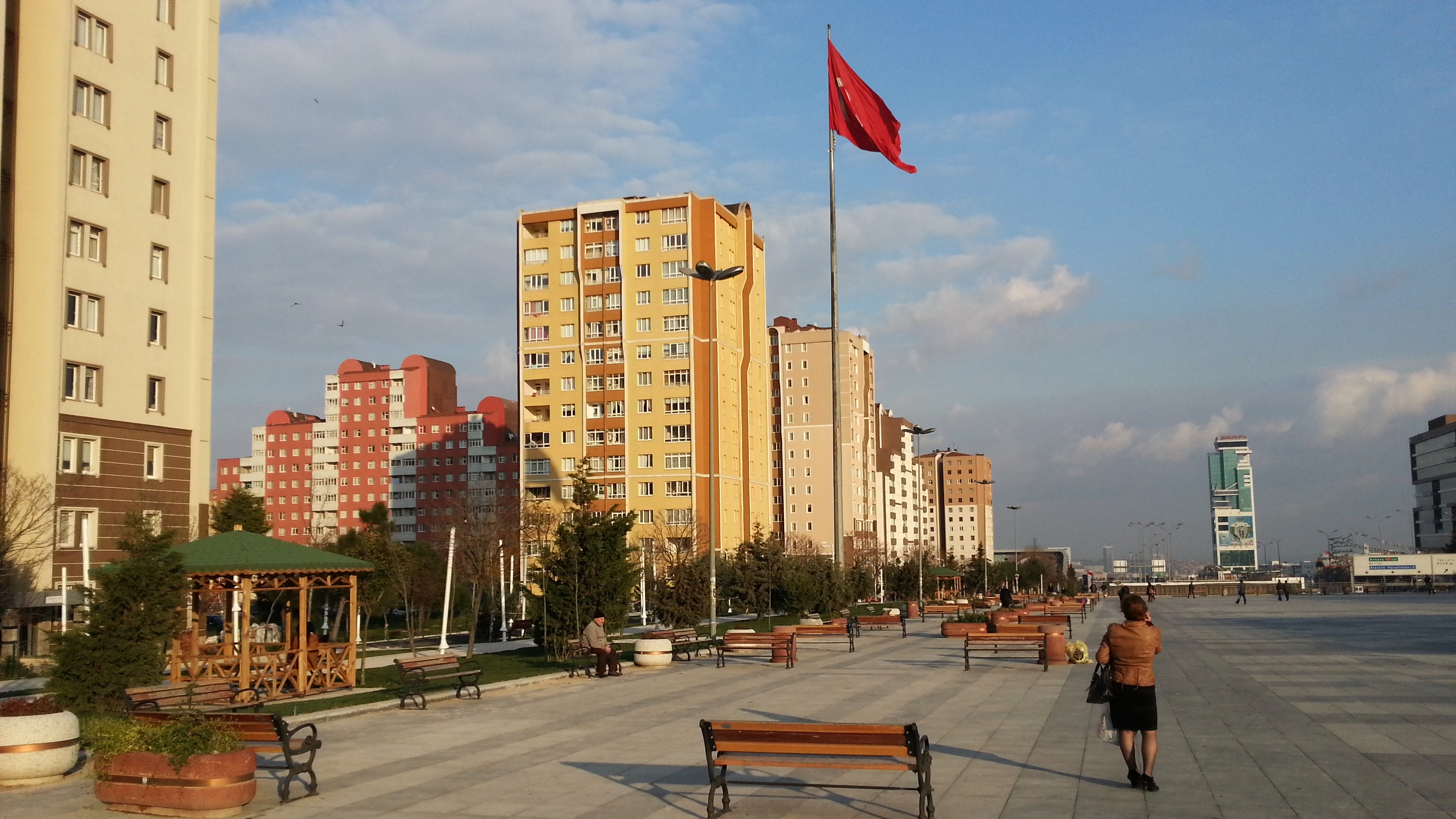
Beylikdüzü Freedom Square

Beylikdüzü es un distrito de Estambul, Turquía, situado en la parte europea de la ciudad. Cuenta con una población de 185.633 habitantes (2008).